# Konfliktmanagement
Als Konfliktmanagement ([-ˌmænɪdʒmənt]) werden in Wirtschaftssubjekten oder Kollegialorganen alle Maßnahmen verstanden, die auf die Verhinderung, Deeskalation oder Ausbreitung eines Konfliktes abzielen.
Konflikte sind eine allgegenwärtige Erscheinung in jeder Art von Organisationen. Konflikte kann es bei allen Wirtschaftssubjekten (Unternehmen, Behörden, Regierungen, zwischen Staaten oder Privatpersonen) geben. Ein Konflikt liegt vor, wenn Interessen, Sachverhalte, Wertvorstellungen  oder Ziele von Wirtschaftssubjekten miteinander unvereinbar sind oder unvereinbar erscheinen (Intergruppenkonflikt) und diese Konfliktparteien aufeinandertreffen. Entsprechend gibt es Interessenkonflikte, Meinungsstreit oder Zielkonflikte. Konflikte sind nicht immer manifest und den Beteiligten bewusst, sondern können auch latent schweben und nicht direkt zwischen den Konfliktparteien ausgetragen werden, sondern auch auf andere Adressaten und Inhalte umgeleitet werden.

## Arten
Die Maßnahmen des Konfliktmanagements können direkter oder indirekter Art sein. Um direkte Maßnahmen handelt es sich, wenn die am Konflikt Beteiligten den Konflikt selbst lösen wollen; indirekte Maßnahmen liegen vor, wenn ein Dritter (Vorgesetzter, Berater, Mediator) Einfluss auf die Konfliktbedingungen und den Konfliktverlauf ausübt.
Für den Erfolg des direkten Konfliktmanagements muss es den Beteiligten gelingen, gegenseitiges Vertrauen herzustellen. Unklare oder widersprüchliche Rollenerwartungen müssen soweit geklärt werden, dass für jede Konfliktpartei feststeht, was sie zu erbringen und zu erhalten hat. Beim indirekten Konfliktmanagement schafft der Dritte Bedingungen, welche für Konfliktparteien mit höherer Wahrscheinlichkeit eine konstruktive Regelung herbeiführt oder er verändert durch strukturelle Eingriffe das Konfliktpotenzial.
Unterschieden wird zudem zwischen dem strukturellen und verhaltensorientierten Konfliktmanagement:
- Strukturelles Konfliktmanagement: Implementierte Konflikte ergeben sich aus dem Arbeitsverhältnis zwischen Arbeitgeber und Arbeitnehmer, die latente Verteilungskonflikte auf der Tarifvertragsebene und Interessenkonflikte auf der Betriebsebene beinhalten. Zudem ist die Matrix-Organisation auf die Austragung von Interessenkonflikten ausgelegt.
- Verhaltensorientiertes Konfliktmanagement: Werden strukturelle Konflikte formal gelöst, können sie jedoch unterschwellig weiter bestehen, unter Umständen wieder ausbrechen oder umgeleitet werden. Das verhaltensorientierte Konfliktmanagement soll hierbei dazu beitragen, das Konfliktverhalten der Mitarbeiter hinsichtlich Intention und Intensität zu beeinflussen.[6]

Denkbar ist, dass verhaltensorientierte Konflikte auf dem Arbeitsverhältnis beruhen können und deshalb mit dem verhaltensorientierten Konfliktmanagement gelöst werden müssen.

## Konfliktbedingungen
Während Konfliktursachen die Voraussetzungen für einen Konflikt schaffen, entscheiden die Konfliktbedingungen über Art, Ausmaß und Ablauf eines Konflikts. Jeder Konflikt kann folgende Merkmale beinhalten:
- Konfliktparteien: Motive, Arbeitseinstellungen, persönliche Ziele, Konflikttoleranz, Strategien;
- soziale Beziehungen zwischen den Konfliktparteien: gegenseitige Einschätzung und Wertschätzung, vermutete Absichten, Vertrauen/Misstrauen, Ausgang früherer Konflikte;
- Streitthema: Art, Größe, Umfang, Intensität; bei Konfliktparteien stehen sich die Sachebene und Beziehungsebene gegenüber;
- Anreize der Konfliktsituation: kooperative oder kompetitive Werte, Belohnungen, Machtbasis;
- Interaktion zwischen den Parteien: offen oder verdeckt, kooperative oder kompetitive Strategien, Kommunikationsfähigkeit und Konfliktfähigkeit (Schlüsselqualifikationen);
- Regeln: offizielle Normen (Arbeits- oder Dienstanweisungen), Konventionen, Einfluss dritter Parteien.

Diese Merkmale können einzeln oder kombiniert auftreten.

## Konfliktverlauf
Konflikte sind keine in sich ruhenden statischen Ereignisse, sondern entwickeln eine Dynamik, die im Extremfall nicht mehr beherrschbar sein kann. Der Konfliktverlauf lässt sich in vier Phasen einteilen:
| Konfliktverlauf | Bezeichnung         | Beschreibung                                                                                              |
| --------------- | ------------------- | --- |
| Phase I         | latente Phase       | die Konfliktursachen entstehen durch Ereignisse, welche den Konflikt manifest machen                      |
| Phase II        | Konfliktbewusstsein | die Konfliktparteien erkennen das Vorhandensein eines Konflikts                                           |
| Phase III       | Handlungsphase      | die Konfliktparteien reagieren durch Denken und Gefühle auf den erlebten Konflikt und beginnen zu handeln |
| Phase IV        | Interaktionen       | die Konfliktparteien handeln durch Interaktionen mit alternierenden Konfliktstilen                        |

Konfliktstile sind Deeskalation, Durchsetzen, Nachgeben, Vermeiden, Kompromisse schließen oder kooperativ und problemorientiert lösen. Darauf basierend wurde ab 1974 das Thomas-Kilmann Conflict Mode Instrument und in den 1980ern das Kraybill Conflict Style Inventory entwickelt.
Konflikte durchlaufen verschiedene Eskalationsstufen, die immer feindseliger werden können. Das lässt sich am Krieg – einem militärischen Konflikt – am besten erläutern. Er verläuft von Widerspruch (dem objektiven Konflikt) über Krise (der subjektiven Bewusstwerdung des Widerspruchs), über Konflikt (der noch gewaltfreien Bearbeitung des Widerspruchs) bis zum Krieg (der gewaltsamen Bearbeitung des Widerspruchs). Die Verhinderung kriegerischer Auseinandersetzungen durch Regierungen mit Hilfe der Diplomatie ist Teil des Konfliktmanagements.

## Inhalt
Das Konfliktmanagement umfasst einerseits sämtliche strukturellen Maßnahmen, mit denen Konflikte in Wirtschaftssubjekten implementiert, kontrolliert und begrenzt oder auch zu lösen versucht werden, andererseits besteht Konfliktmanagement aus der Einflussnahme auf das Konfliktverhalten, um Verlaufsformen von Konflikten zu beeinflussen. Es kommt darauf an, die Konfliktfähigkeit (Schlüsselqualifikation) der Mitarbeiter zu verbessern, indem das Wissen über strukturelle Konfliktsituationen, Konfliktverhalten und Interventionstechniken verbessert wird. Das primäre Ziel des Konfliktmanagements ist eine systematische Auseinandersetzung mit Konflikten zur Reduktion von Konfliktkosten.

### Konfliktregelung (englischconflict settlement)
Die Konfliktregelung ist am ältesten und bezieht sich auf alle ergebnisorientierten und vergleichsweise schnell umsetzbaren Strategien mit dem Ziel, Lösungen zu erreichen und/oder direkte Gewalt zu beenden, ohne die zugrunde liegenden Konfliktursachen anzusprechen. Ein wichtiger Vertreter dieses Typs der Konfliktbewältigung ist William Zartmann. Die Konfliktparteien werden zumeist als rational handelnde Akteure angesehen. In politischen Konflikten ist es das primäre Ziel, Konflikte durch politische Abkommen (z. B. Waffenstillstand) „handhabbar“ zu machen. Die bestimmenden Akteure dieser Maßnahmen umfassen offizielle Führungskräfte aus Militär, Politik und Wirtschaft.
Das Konfliktmanagement versteht sich demgegenüber als die "Kunst der angemessenen Intervention": Konflikte werden hierbei als dynamische Prozesse aufgefasst. Es wird davon ausgegangen, dass es keine Patentlösungen gibt, so dass es gilt, den Konflikt zu "managen". Der Konflikt wird dabei als ein Interessengegensatz mindestens zweier Akteure innerhalb des Status quo eines politischen Ordnungssystems verstanden. So gesehen, werden Konflikte als wesentliche Bestandteile des sozialen Lebens angesehen.  

### Konfliktlösung (englischconflict resolution)
Konfliktlösung im Sinne Reimanns bezieht sich auf alle prozessorientierten Aktivitäten, die zum Ziel haben, den Konflikt als gemeinsames Problem neu zu definieren, mit für beide Seiten annehmbaren Lösungen. Hierzu ist es notwendig, die psychosozialen Ursachen von Konflikten und von Gewalt aufzudecken. Demzufolge werden in Anlehnung an John Burtons Konflikttheorie länger andauernde Konflikte als natürliche Folgen unerfüllter menschlicher Bedürfnisse (Identität, Nahrung, Schutz etc.) aufgefasst. Im Gegensatz zum Konfliktmanagement liegt der Ansatzpunkt in der Konfliktintervention weniger in den unterschiedlichen Interessen der Konfliktparteien, sondern in ihren Grundbedürfnissen. Diese sind im Gegensatz zu Interessen nicht verhandelbar. Die Strategien der Konfliktlösung sind prozess- und beziehungsorientiert und umfassen vor allem freiwillige und inoffizielle Aktivitäten, z. B. von privaten Personen oder NGOs.

### Konflikttransformation
Zusätzlich zum Vorgehen der Konfliktlösung zielt die Konflikttransformation auf die Herstellung umfassender sozialer Gerechtigkeit und die Versöhnung der Konfliktparteien ab. Der Fokus dieser Strategie liegt daher im Besonderen auf der gezielten Unterstützung von Akteuren und ihrer Friedensressourcen innerhalb der Konfliktkonstellation und auf einer Einbindung aller intervenierenden Akteure auf allen Ebenen („Multi-Track“). Wichtige Vertreter sind John Paul Lederach, Wolfgang Dietrich, Adam Curle und Johan Galtung. In Abgrenzung zu anderen Traditionen der Konfliktbearbeitung bedeutet Konflikttransformation eine besonders nachhaltige, langwierige und aufwendig zu etablierende Veränderung des gesamten Konfliktkontexts (daher „Transformation“), so dass die Endsituation für alle Parteien einen mindestens genauso hohen Nutzen stiftet wie die Ausgangssituation.

## Typische interpersonelle Konflikte
Unternehmen
Typische Konflikte innerhalb eines Unternehmens sind die Zielkonflikte etwa zwischen Rentabilität und Liquidität. Konfliktpotenziale gibt es innerhalb der Kollegialorgane (Vorstand, Aufsichtsrat), zwischen Vorgesetzten und Mitarbeitern und zwischen Kollegen. Konflikte zwischen Unternehmen können sich aus dem Wettbewerb ergeben.

Betriebliches Konfliktmanagement:
Im unternehmerischen Kontext wird unter Konfliktmanagement auch der systematische, bewusste und zielgerichtete Umgang mit (Klassen von wiederkehrenden) Konflikten verstanden. Solch ein Konfliktmanagement besteht typischerweise aus einer Anzahl verschiedener Elemente: neben Konfliktberatung und Mediation können auch zentrale Konfliktanlaufstellen, externe Konflikt-Hotlines, interne Mediatoren-Pools, betriebliche Konfliktlotsen u. v. a. m. darin enthalten sein. Sind sie systematisch miteinander und mit schon traditionell bestehenden Stellen und Verfahren (wie z. B. Mobbing-Beauftragte, Gleichstellungsbeauftragte, Einigungsstellenverfahren) vernetzt, kann von einem Integrierten Konfliktmanagementsystem gesprochen werden.
Sonstige Organisationen
Gesundheitswesen und Pflege
 
Im Umgang mit Patienten mit psychischen Erkrankungen kommt es mitunter zu Situationen, die für die Patienten selbst, aber auch für ihr direktes Umfeld gefährlich sein können. Es kann vorkommen, dass Patienten einzig körperliche Gewalt als Bewältigungsstrategie in Krisensituationen zur Verfügung steht.

Schule

Konflikte gibt es in der Schule zwischen Lehrern und Schülern und zwischen Schülern oder zwischen der Schule und den Eltern. Häufige Konfliktpotenziale bieten Schulnoten. Abgesehen von ihrer wesentlichsten Funktion als Leistungsbeurteilung in einem bestimmten Unterrichtsfach haben sie bildungsbiografische Folgen bei Übergängen im Bildungswesen im Hinblick auf die Schulform bzw. Universität. Außerdem gibt es motivational-emotionale Konsequenzen aus Schulnoten für die Lernmotivation und den sozioökonomischen Status.

## Abgrenzung zu anderen Traditionen
Konfliktmanagement lässt sich im Wesentlichen von drei anderen großen Traditionen der Konfliktbearbeitung abgrenzen und zeichnet sich ihnen gegenüber durch eine vergleichsweise kurzfristige, zugleich aber auch pragmatische Orientierung aus.